# Zarafasaura
Zarafasaura es un género extinto de plesiosaurio elasmosáurido conocido del Cretácico tardío (Maastrichtiense) en los Fosfatos de Marruecos. Fue nombrado por Peggy Vincent, Nathalie Bardet, Xabier Pereda Suberbiola, Baâdi Bouya, Mbarek Amaghzaz y Saïd Meslouh en el año 2011 y la especie tipo es Zarafasaura oceanis. El nombre del género se deriva de zarafa (زرافة), el término árabe para "jirafa" (se refiere también al nombre que la población local da a los plesiosaurios hallados en los fosfatos) y saurus, en griego para "lagarto". El nombre de la especie se deriva de oceanis, en latín "del océano". Es uno de los últimos plesiosaurios conocidos, y el primer elasmosáurido descrito de África.
Este reptil marino es conocido a partir del holotipo OCP-DEK/GE 315, un cráneo y la mandíbula articulados hallados en estado incompleto, aplastados dorsoventralmente y del paratipo OCP-DEK/GE 456, una mandíbula completa. El holotipo fue recolectado en el área de Sidi Daoui, del nivel CIII Superior de los Fosfatos de Marruecos., que indican un cuerpo de casi siete metros de largo. Como otros elasmosáuridos, Zarafasaura poseía un cuello bastante alargado, un cuerpo aplanado y cuatro extremidades convertidas en aletas. Algunas características - (la forma de los huesos escamoso y el paladar) lo distinguen de otros elasmosáuridos provenientes de Norteamérica y Japón. El cráneo también parece haber sido más corto que el de otras formas similares. Los restos fósiles de Zarafasaura, ayudan a comprender la paleobiodiversidad y la paleogeografía de los plesiosaurios del Cretácico Superior: las características peculiares de Zarafasaura indican que había un cierto grado de endemismo entre los plesiosaurios del Maastrichtiano, y que estos eran muy diversos y difundidos globalmente justo antes del final del Cretácico. Esto apoya la idea de que los plesiosaurios sufrieron una extinción catastrófica en el límite K-T, como fue el caso de otros grupos como los dinosaurios.